# لفلین (نوادا)
لافلین، نوادا (به انگلیسی: Laughlin, Nevada) یک منطقه مسکونی در ایالات متحده آمریکا است که در شهرستان کلارک، نوادا واقع شده‌است.

## خصوصیات
لافلین ۲۳۱٫۵ کیلومترمربع مساحت و ۷٬۳۲۳ نفر جمعیت دارد و ۱۷۰ متر بالاتر از سطح دریا واقع شده‌است.